# Neundorf (Anhalt)
Neundorf (Anhalt) ist ein Ortsteil der Stadt Staßfurt im Salzlandkreis in Sachsen-Anhalt.

## Geografie
Neundorf liegt am nördlichen Rand des anhaltischen Harzvorlandes und grenzt südlich an das Gebiet von Leopoldshall in Staßfurt an. Die Böden der Gemarkung gehören zu den ertragreichsten in ganz Deutschland und weisen Bodenwertzahlen von 90 und mehr auf. Viele Gebäude wurden in der Gründerzeit errichtet. Seit Anfang der 1990er Jahre besteht die Eigenheimsiedlung „Am Gänseanger“.

## Geschichte
Bereits 3000 bis 2000 v. Chr. besiedelten Schnurkeramiker die Höhen zwischen Neundorf und Hecklingen. Im Zusammenhang mit dem Tod des Markgrafen Gero wurde der Ort 965 unter dem Namen Niendorp erstmals urkundlich erwähnt. 1867 hieß das damalige große Kirch- und Pfarrdorf Neindorf. Zu Neundorf gehörte zunächst politisch und kirchlich auch das 1873 gegründete Leopoldshall, das später im Zuge des Kalibergbaus einen gewaltigen Aufschwung nahm und infolgedessen selbstständige Stadt wurde, bevor es 1946 der Stadt Staßfurt zugeschlagen wurde. 1994 wurde aufgrund eines Überlaufens der Talsperren im Harz neben vielen weiteren Orten Neundorf überflutet, was vor allem das neu errichtete Wohngebiet „Am Gänseanger“ betraf.
Die Eingemeindung nach Staßfurt erfolgte am 1. Januar 2009.

## Historische Bauwerke

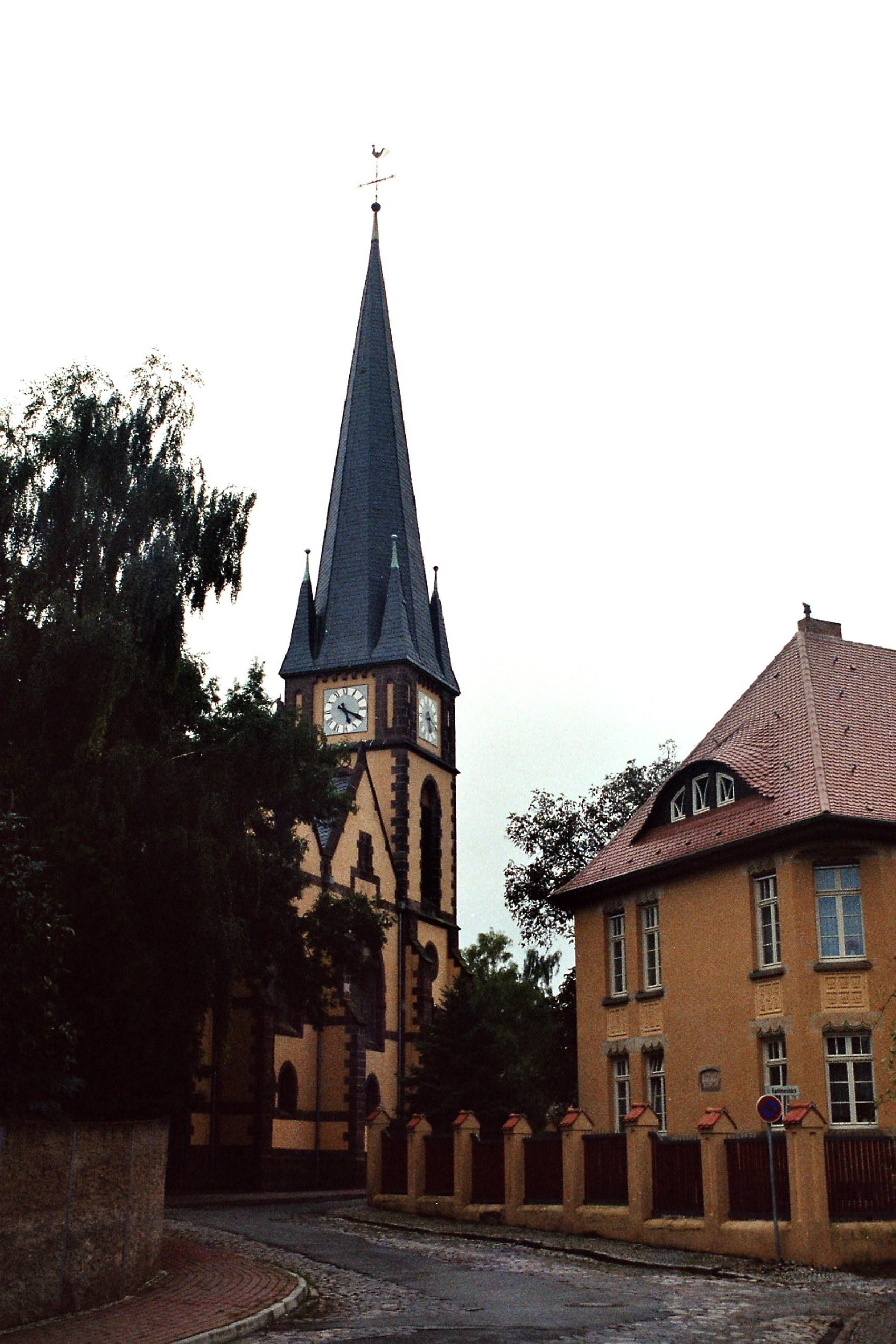
Kirche St. Petri und Pauli und Pfarrhaus

Die evangelische Kirche St. Petri und Pauli wurde 1901 im Stil des Historismus errichtet und enthält eine reichhaltige farbige Ausmalung der Gewölbe und Wände. 2008 wurden die Ausmalungen gesichert und saniert.

## Wirtschaft und Infrastruktur

### Jugend und Bildung
Bildungs- und Freizeitstätten für Kinder sind im Ort:
- Grundschule Neundorf (seit Herbst 2014 geschlossen)[5]
- Kindertagesstätte „Pusteblume“[2]
- Kinder- und Jugendtreff[2]

### Sportanlagen
- Sporthalle Neundorf, Staßfurter Straße
- Sportplatz „Franz Bechmann“

### Verkehr

#### Schienenverkehr
Neundorf besitzt einen etwas außerhalb liegenden Bahnhaltepunkt an der Bahnstrecke Schönebeck–Güsten.

#### Straßenverkehr
Über die Landesstraße 72 ist Neundorf direkt an die südlich des Ortes verlaufende Bundesautobahn 36 (im Volksmund „Nordharzautobahn“ genannt) angebunden. Zudem bestehen regelmäßige Busverbindungen nach Staßfurt und Aschersleben.

## Politik

### Ortschaftsrat
Der Ortschaftsrat besteht aus 9 Mitgliedern und setzt sich wie folgt zusammen:
- CDU: 4 Sitze
- SPD: 3 Sitze
- Die Linke: 2 Sitze

### Ortsbürgermeister
Ortsbürgermeisterin ist seit dem Jahr 2024 Kathrin Hartmann (CDU).

### Wappen
Blasonierung: „Viermal von Grün und Silber linksgeschrägter Schild, belegt mit einem schwarzen, silbergefugten Turm mit drei Zinnen und offenem Tor.“
Das Wappen wurde 1992 vom Kommunalheraldiker Jörg Mantzsch gestaltet.

## Söhne der Gemeinde
- Paul Römer (1873–1937), deutscher Ophthalmologe
- Ernst Grube (1890–1945), deutscher Politiker und Widerstandskämpfer gegen das NS-Regime
- Benno Stops (1950–2015), deutscher Leichtathlet